# Pont-sur-Sambre Communal Cemetery
Le cimetière « Pont-sur-Sambre Communal Cemetery » est un cimetière militaire de la Première Guerre mondiale situé sur le territoire de la commune de Pont-sur-Sambre, Nord.

## Localisation
Ce cimetière est situé au nord du bourg, à l'intérieur du cimetière communal, route d'Hargnies.

## Historique
Occupée dès la fin août 1914 par les troupes allemandes, Pont-sur-Sambre est restée loin des combats jusque dans les derniers jours de la guerre ; à partir du 1er novembre 1918 le bourg a été le théâtre de violents combats entre les troupes britanniques et allemandes pour la prise du secteur. Ce cimetière a été créé à cette période pour inhumer les victimes britanniques, pour la plupart tombées les 6 et 7 novembre 1918.

## Caractéristique
Il y a maintenant 54 victimes britanniques commémorées sur ce site, dont une seule n'est pas identifiée.

## Sépultures
| Pays        | Sépultures |
| ----------- | ---------- |
| Royaume-Uni | 54         |

### Liens Externes
https://www.ww1cemeteries.com/pont-sur-sambre-communal-cemetery.html